# Kevin Van der Slagmolen
Kevin Van der Slagmolen (né le 11 mai 1980 à Alost,) est un coureur cycliste belge, actif dans les années 1990 et 2000.

## Biographie
Kevin Van der Slagmolen est originaire d'Alost, une commune située en Région flamande. Son père Marcel et son oncle Herman ont eux aussi été coureurs cyclistes au niveau professionnel.
En 1996, il remporte le championnat du Brabant du contre-la-montre ainsi que le Circuit Het Volk dans la catégorie des débutants (moins de 17 ans). L'année suivante, il s'impose sur une étape des Trois Jours d'Axel. Il devient également vice-champion de Belgique juniors sur piste en 1998, dans l'omnium et la course à l'américaine.
En 2001, il termine notamment troisième du championnat de Belgique sur route espoirs (moins de 23 ans). Il passe ensuite professionnel en 2003 au sein de la formation Vlaanderen-T-Interim, après un stage chez Lotto-Adecco. Sous ses nouvelles couleurs, il triomphe sur le Stadsprijs Geraardsbergen. Il finit par ailleurs troisième du Grand Prix de Lillers et du Grand Prix du 1er mai en 2004.
Il poursuit sa carrière jusqu'en 2007 au sein des équipes continentales Bodysol-Win For Life-Jong Vlaanderen, Jartazi-7Mobile puis Pictoflex-Thompson-Hyundai. Durant cette période, il se distingue principalement dans des kermesses en obtenant de nouvelles victoires et diverses places d'honneur.

## Palmarès et résultats

### Palmarès par année
| - 1996 - Champion du Brabant du contre-la-montre débutants - Circuit Het Volk débutants - 1997 - 1re étape des Trois Jours d'Axel - 1998 - 2e du championnat de Belgique de l'omnium juniors - 2e du championnat de Belgique de l'américaine juniors - 1999 - 3e du championnat du Brabant sur route espoirs - 2001 - 3e du championnat de Belgique sur route espoirs - 2002 - 2e de Bruxelles-Opwijk - 2e du Circuit Het Volk espoirs - 3e du Mémorial Philippe Van Coningsloo | - 2003 - Stadsprijs Geraardsbergen - 2004 - 3e du Grand Prix de Lillers - 3e du Grand Prix du 1er mai - 2005 - Mémorial Thijssen - Grand Prix Frans Melckenbeeck - Grote Prijs Dr. Eugeen Roggeman - 2006 - Grand Prix Marcel Kint - 2e de la Gooikse Pijl |

### Classements mondiaux
| Année           | 2006 |
| --------------- | ---- |
| UCI Europe Tour | 778e |